# Andrius Gudžius
Andrius Gudžius, född 14 februari 1991, är en litauisk friidrottare (diskuskastare) som blev världsmästare i diskuskastning vid världsmästerskapen i friidrott 2017.

## Karriär
Gudžius deltog vid olympiska sommarspelen 2016. Han tävlade även i diskus vid olympiska sommarspelen 2020 i Tokyo. Gudžius kastade 65,94 meter i kvalet, vilket var det näst bästa kastet, och han kvalificerade sig för finalen. I finalen slutade Gudžius på sjätte plats med ett kast på 64,11 meter.
I juli 2022 vid VM i Eugene tog Gudžius brons i diskustävlingen efter ett kast på 67,55 meter.